# Radio SKW
Radio SKW (eigene Schreibweise radioSKW) ist ein privater Hörfunksender, der in den brandenburgischen Landkreisen Dahme-Spreewald, Oder-Spree und Märkisch-Oderland, sowie im Südosten Berlins zu empfangen ist. Der Sender hat im redaktionellen Programmteil und auf seiner Homepage eine stark regionale Ausrichtung. Veranstalter ist die rkw Radio Königs Wusterhausen GmbH & Co. KG mit mehreren Kommandisten und Gesellschaftern, Komplementärin ist die rkw Radio Königs Wusterhausen Verwaltungs GmbH, die sich aus mehreren Unternehmen und Privatpersonen zusammensetzt.
Der Sitz des Senders befindet sich in Wildau in unmittelbarer Nähe zum S-Bahnhof. Die UKW-Sendeanlage befindet sich knapp 2 km in südlicher Richtung (Luftlinie) in Königs Wusterhausen auf einem kleinen Betonturm am Funkerberg in 60 m Höhe.

## Programm
Das Programm bietet Musik im oldiebasierten Soft AC-Format mit einem hohen Anteil an deutschsprachiger Musik. Die Nachrichten zur vollen und halben Stunde werden durch Veranstaltungstipps, Regionalsport und Berichte über Kulturveranstaltungen ergänzt.
Anvisiert wird vom Sender die kaufkräftige Zielgruppe von 19 bis 59 Jahren, wobei man auch Anklang bei Hörern bis 70 Jahre festgestellt haben will.

## Geschichte

Logo Hitradio SKW 2011–2015 (nach Umbenennung von Sender KW)

Der Programmanbieter nimmt auf seiner Homepage Bezug zur deutschen Radiogeschichte, den man über die Nutzung des historischen Senderstandortes am Funkerberg in Königs Wusterhausen herstellt. So ist z. B. auch die Stiftung Funkerberg Königs Wusterhausen als Kommandist und Komplementärin der rKW Radio Königs Wusterhausen Verwaltungs GmbH am Sender beteiligt.
Der Sendebetrieb begann unter dem Namen Sender KW am 1. September 2005 mit Sendern in Königs Wusterhausen und den Rauener Bergen. Zu hören war das Programm bis ins südöstliche Berlin. Am 29. November 2011 kam der Sender Lübben (Spreewald) hinzu. Am 1. Dezember 2011 erfolgte die Umbenennung in Hitradio SKW. Der UKW-Standort in Lübben wurde im Juni 2015 aufgegeben. Seit 1. September 2021 nennt sich der Sender radioSKW.

## Empfang
UKW-Sender stehen in Königs Wusterhausen (105,1 MHz, 0,8 kW) und am Sender Rauener Berge (93,9 MHz). Außerdem ist das Programm in den örtlichen Kabelnetzen und im Internet in drei verschiedenen Formaten zu empfangen.